# Илиохори
Вижте пояснителната страница за други значения на Добриново.
Илиохори или Добриново (на гръцки: Ηλιοχώρι, катаревуса Ηλιοχώριον, Илиохорион, до 1927 година Ντομπρίνοβο, Δοβρίνοβο, Добриново или Δοβρίνοβον, Добриновон) е село в Северозападна Гърция, дем Загори, област Епир. Селото традиционно има армънско (влашко) население.
В 1913 година селото попада в Гърция. В 1927 година българското име на селото е сменено на Илиохори, в превод Слънчево село. Според преброяването от 2001 година селото има 40 жители.